# Val Rita-Harty
Val Rita-Harty es un municipio canadiense situado en la provincia de Ontario.

## Superficie
Val Rita-Harty tiene una superficie de 378,89 km².

## Demografía
En 2021, tenía 757 habitantes, una densidad poblacional de 2 hab./km², y 382 viviendas.